# 地方税

OECD各国税収のタイプ別GDP比(%)。
赤色は国家間、青は連邦・中央政府、紫は州政府、橙は地方政府、緑は社会保障拠出。

地方税（ちほうぜい）とは、地方における行政府が課税し、地方における行政府に対して納付する税金のこと。国家が課税し国家に対して納付する国税に対して言う。

## 日本の地方税
日本における地方税は、原則として地方税法および地方税法に基づく各地方公共団体の条例に基づいて課される。
大別して、道府県の課する道府県税と市町村の課する市町村税に分けられる。
使い途が特定されているかどうかによって目的税と普通税に大別され、また税金の負担者の違いによって直接税と間接税に区分される。
以下は現行のものである。

### 道府県
- 普通税
  - 直接税
    - 道府県民税
      - 個人道府県民税
        - 均等割
        - 所得割

      - 利子等に係る道府県民税（利子割）
      - 特定配当等に係る道府県民税（配当割）
      - 特定株式等譲渡所得金額に係る道府県民税（株式等譲渡所得割）
      - 法人道府県民税
        - 均等割
        - 法人税割

    - 事業税
      - 個人事業税
      - 法人事業税

    - 不動産取得税
    - 自動車取得税
    - 自動車税、軽自動車税
    - 鉱区税
    - 固定資産税（特例分）

  - 間接税
    - 地方消費税
    - 道府県たばこ税
    - ゴルフ場利用税
    - 軽油引取税

  - 法定外普通税

- 目的税
  - 直接税
    - 狩猟税

  - 間接税
  - 法定外目的税

### 都
原則として、道府県税に関する規定が準用されている。（地方税法第1条第2項）
但し、東京二十三区内においては、本来は市町村税である下記の税目は、都税となる（二十三区は下記以外の市町村税のみを課する）。（地方税法第734条～第736条）
- 固定資産税
- 特別土地保有税
- 法人の市民税
- 事業所税
- 都市計画税

### 市町村
- 普通税
  - 直接税
    - 市町村民税（税収入額の40%）
      - 個人市町村民税
      - 法人市町村民税

    - 固定資産税（税収入額の47%、安定性の高い税である。）
    - 軽自動車税
    - 鉱産税
    - 特別土地保有税

  - 間接税
    - 市町村たばこ税

  - 法定外普通税

- 目的税
  - 直接税
    - 事業所税
    - 都市計画税
    - 水利地益税
    - 共同施設税
    - 宅地開発税
    - 国民健康保険税

  - 間接税
    - 入湯税

  - 法定外目的税

### 特別区
- 普通税
  - 直接税
    - 特別区民税
      - 個人特別区民税

    - 軽自動車税
    - 鉱産税

  - 間接税
    - 市町村たばこ税

  - 法定外普通税

- 目的税
  - 直接税
    - 水利地益税
    - 共同施設税
    - 宅地開発税
    - 国民健康保険税

  - 間接税
    - 入湯税

  - 法定外目的税

## 日本の地方税の歴史
第二次世界大戦中、非常な増税があった。シャウプ勧告以降の主な創設及び改廃等。
- 1950年（昭和25年）:附加価値税、固定資産税の創設
- 1951年（昭和26年）:国民健康保険税の創設
- 1954年（昭和29年）:道府県民税、たばこ消費税、娯楽施設利用税、不動産取得税、入場譲与税、揮発油譲与税の創設　付加価値税の廃止
- 1955年（昭和30年）:地方道路譲与税の創設
- 1956年（昭和31年）:軽油引取税、都市計画税の創設
- 1957年（昭和32年）:特別とん譲与税の創設
- 1958年（昭和33年）:軽自動車税の創設
- 1961年（昭和36年）:遊興飲食税を料理飲食等消費税に改称
- 1962年（昭和37年）:入場譲与税の廃止
- 1963年（昭和38年）:狩猟免許税、入猟税の創設
- 1965年（昭和40年）:石油ガス譲与税の創設
- 1968年（昭和43年）:自動車取得税の創設
- 1969年（昭和44年）:宅地開発税の創設
- 1971年（昭和46年）:自動車重量譲与税の創設
- 1972年（昭和47年）:航空機燃料譲与税の創設
- 1973年（昭和48年）:特別土地保有税の創設
- 1974年（昭和49年）:電気ガス税を電気税、ガス税に分離
- 1975年（昭和50年）:事業所税の創設
- 1979年（昭和54年）:狩猟免許税を狩猟者登録税に改称
- 1987年（昭和62年）:利子等に係る道府県民税の創設
- 1989年（平成元年）:消費譲与税の創設　電気税、ガス税、木材引取税の廃止　娯楽施設利用税をゴルフ場利用税に、料理飲食等消費税を特別地方消費税に、（道府県・市町村）たばこ消費税を（道府県・市町村）たばこ税にそれぞれ改称
- 1994年（平成6年）:地方消費税の創設　消費譲与税の廃止
- 1997年（平成9年）:特別地方消費税の廃止
- 2000年（平成12年）:法定外目的税の創設
- 2003年（平成15年）:特定配当等に係る道府県民税、特定株式等譲渡所得金額に係る道府県民税の創設（適用は平成16年1月から）　法人事業税の外形標準課税制度の創設（適用は平成16年4月から）
- 2004年（平成16年）:狩猟税、所得譲与税の創設　狩猟者登録税、入猟税の廃止
- 2006年（平成18年）:所得税から個人住民税への税源移譲により、所得割の税率を10％に比例税率化（適用は平成19年度分から）
- 2008年（平成20年）:法人事業税の一部を分離し、地方法人特別税を創設（適用は平成20年10月1日以降に開始する事業年度から）

## 賦課徴収方法
- 普通徴収
- 特別徴収
- eLTAX - インターネット経由で地方税を納付するシステム。